# Iwan II Piękny
Iwan II Iwanowicz, ros. Иван II Иванович Красный (ur. 30 marca 1326 w Moskwie, zm. 30 listopada 1359 tamże) – wielki książę moskiewski i włodzimierski (1353–1359). Brat Siemiona Dumnego, młodszy syn Iwana Kality, ojciec Dymitra Dońskiego.
Po śmierci brata i objęciu rządów Iwan II kontynuował dotychczasową politykę. Dbał o poprawne stosunki z Ordą i o swoją dominującą pozycję na Rusi, tłumił wystąpienia bojarskie.

Stosunkowo krótki okres panowania nie pozwolił Iwanowi na uregulowanie pilniejszych spraw i podjęcie długofalowej polityki, co wpłynęło znacząco na stabilność księstwa.